# 항산
항산(중국어: 恒山, 병음: Héng Shān, 표준어: 헝산산)은 오악 중의 하나로, 북악이라고도 하며 그 높이가 최고봉이다. 산시성 훈위안현 남쪽으로 4km 떨어진 곳에 위치해 있고, 산맥은 150여 km 이어져 있다. 주봉인 천봉령(天峰岺)은 해발 2017m 로 구름을 뚫고 높이 솟아 있는 모습은 하늘의 정상에 우뚝 서있는 느낌을 준다. 항산은 그 형세가 험악하여 예로부터 군사상 전략적 요지였다. 북송의 명장이었던 양계업(楊繼業)은 일찍이 이곳에 군대를 집중 배치하여 암반 위에 보루와 진지를 구축해 놓고 잔도를 만들어 지금까지 그 유적이 남아있다.
| 북악항산(恒山)남악형산(衡山)서악화산(華山)중악숭산(嵩山)동악태산(泰山)class=notpageimage\| 중국의 오악(五岳) |

## 같이 보기
- 오악 (중국)
- 형산